# Blepharocosta phaeotrichae
Blepharocosta phaeotrichae är en insektsart som beskrevs av Taylor 1992. Blepharocosta phaeotrichae ingår i släktet Blepharocosta och familjen rundbladloppor. Inga underarter finns listade i Catalogue of Life.